# Tárogatás

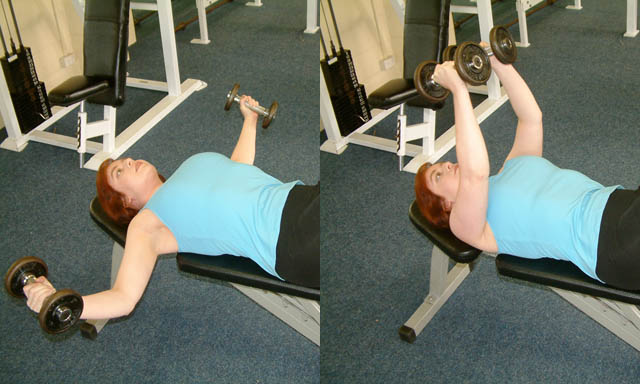
Tárogatás kézisúlyzóval

A tárogatás a nagy mellizom és a gyakorlat kivitelezésétől függően a deltaizom edzésére szolgáló gyakorlat. Számos kivitelezési formája létezik. Lehet kézisúlyzóval és géppel is végezni. A kézisúlyzós változatnál lehet egyenes padon, ferde padon, negatív ferde padon és a földön fekve is tárogatni. A tárogatást a könyököt enyhén behajlítva, mereven tartott karral kell végezni, elkerülendő az ízületek nagyobb terhelődését. A szabadsúlyos tárogatásnál más izmok is bekapcsolódnak a stabilizálás érdekében, szemben a gépen végzett tárogatással.
A tárogatógép (peck-deck vagy pec fly machine) a mellizom belső régióit fejleszti. Létezik úgynevezett Cornelius-gép is (machine incline fly), ami a ferde pados szabadsúlyos gyakorlathoz hasonlít. Kábellel is lehet tárogatni, egyenes padon vagy negatív ferde padon.
TRX segítségével is el lehet végezni a gyakorlatot.

## Gyakorlattípusok

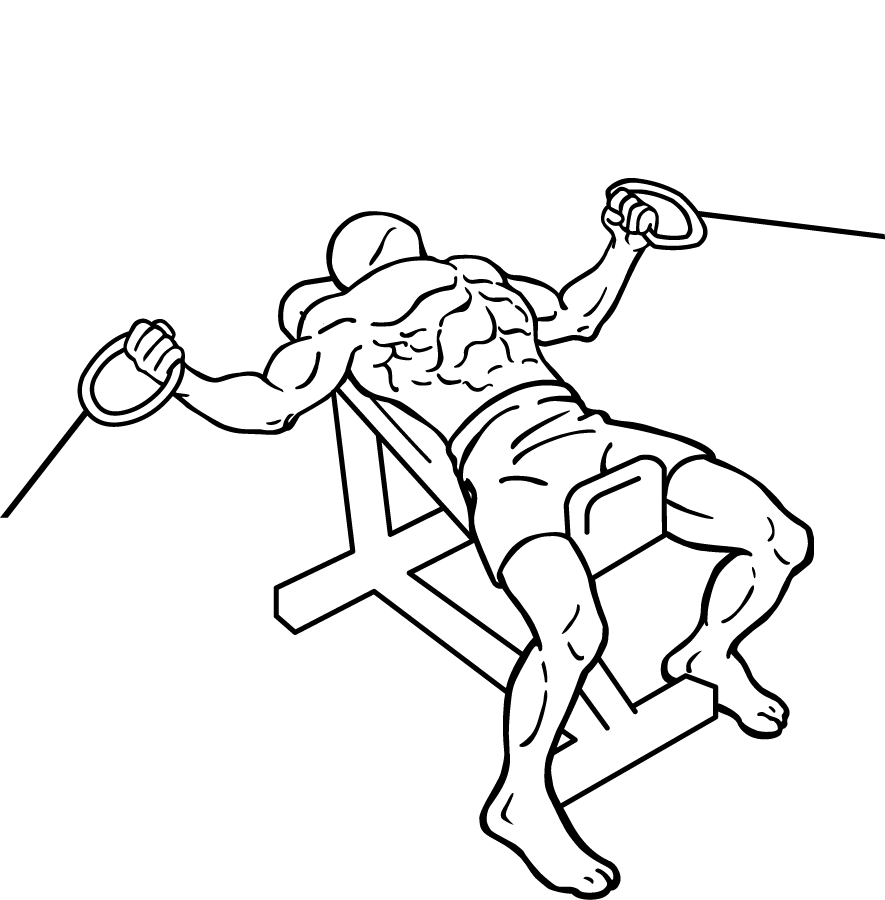
Tárogatás ferde padon kábellel: kiinduló helyzet
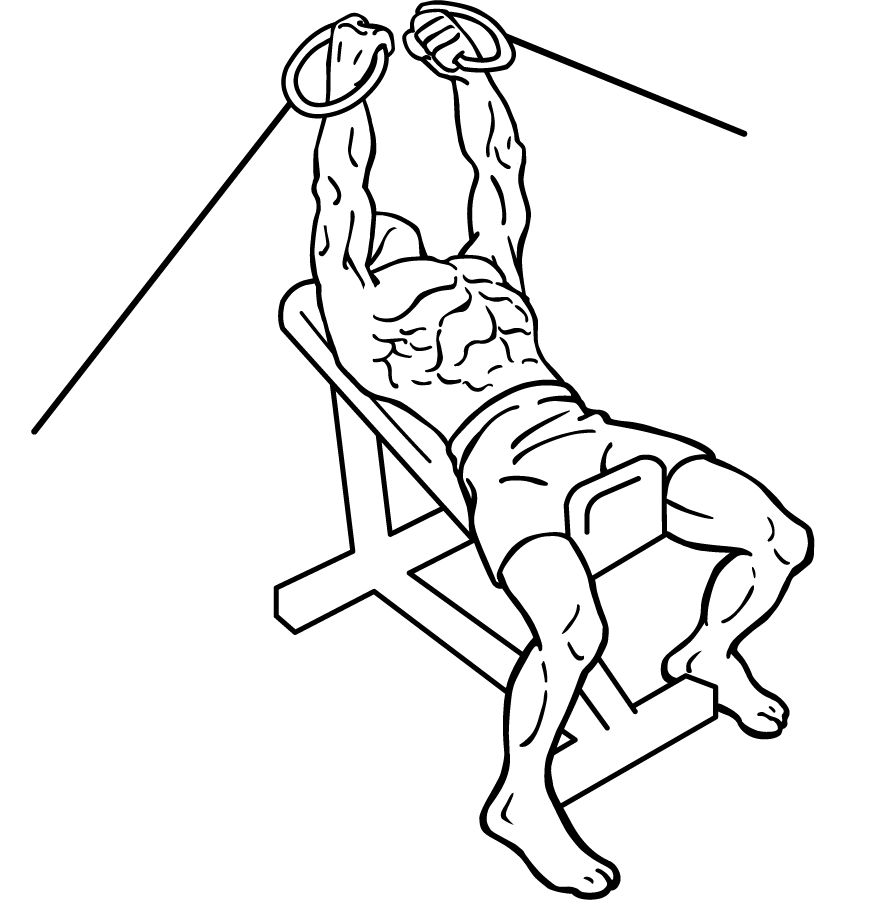
Tárogatás ferde padon kábellel: záró mozdulat
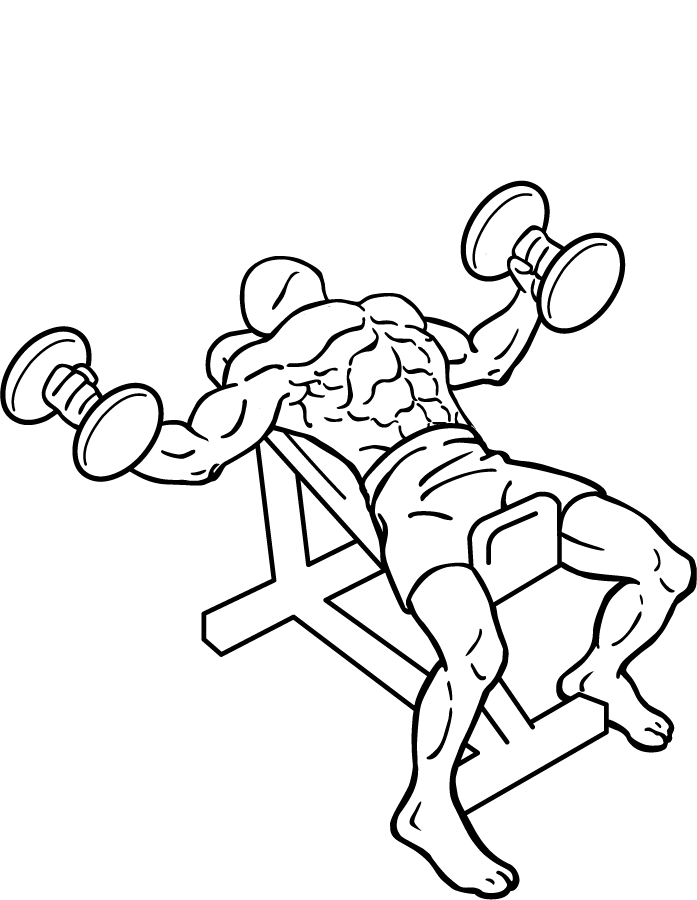
Tárogatás ferde padon kézisúlyzóval: kiinduló helyzet
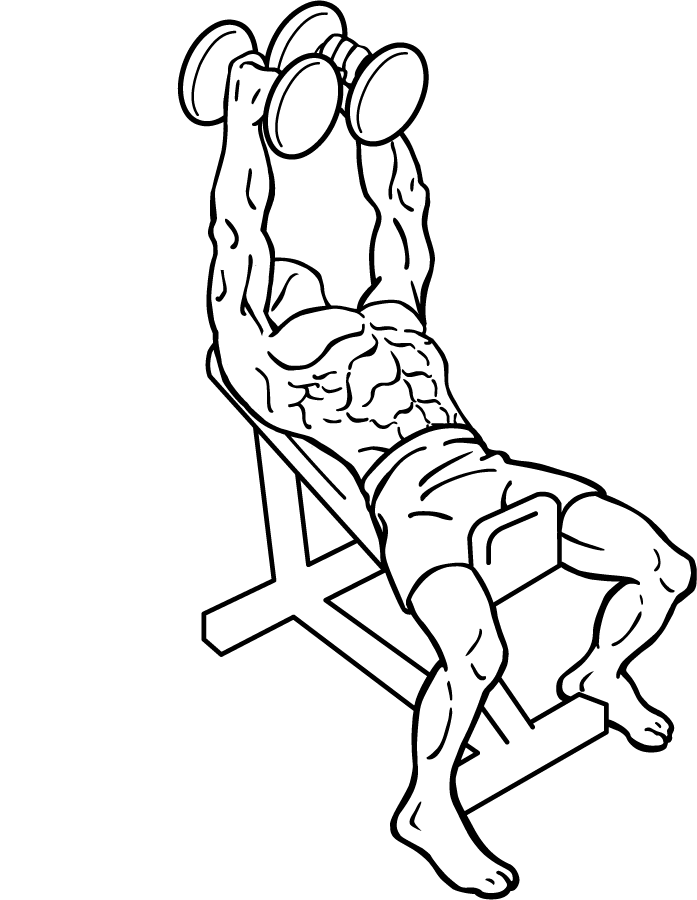
Tárogatás ferde padon kézisúlyzóval: záró mozdulat
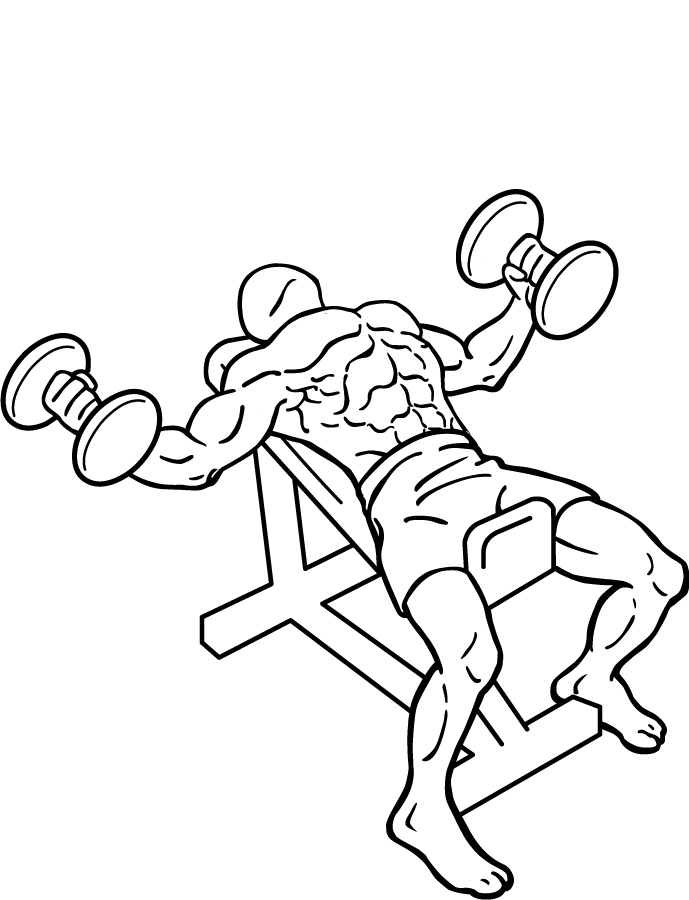
Tárogatás kézi súlyzóval
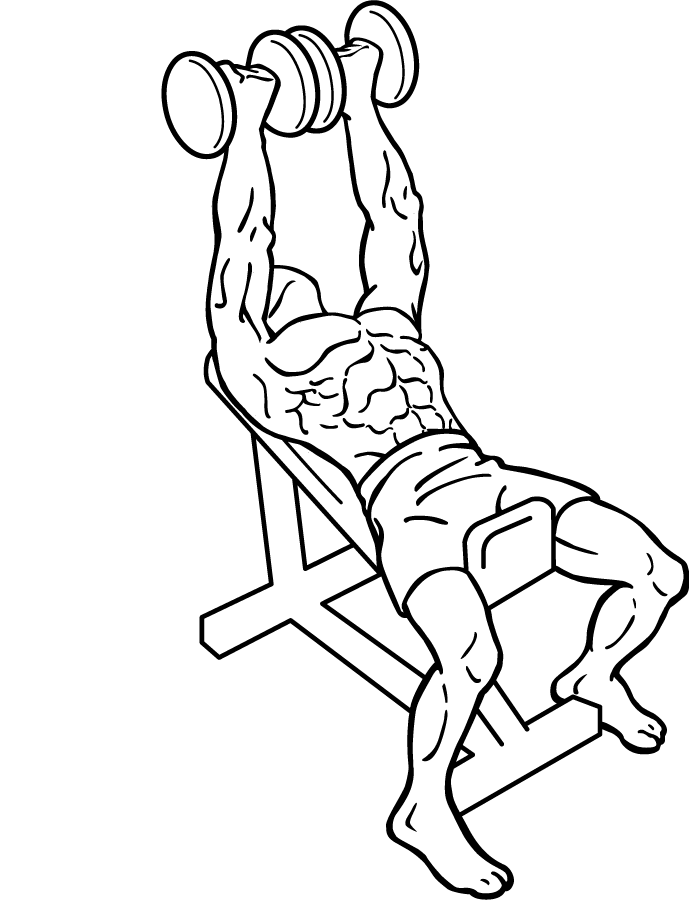
Tárogatás kézi súlyzóval, a mozdulat végén csavarással
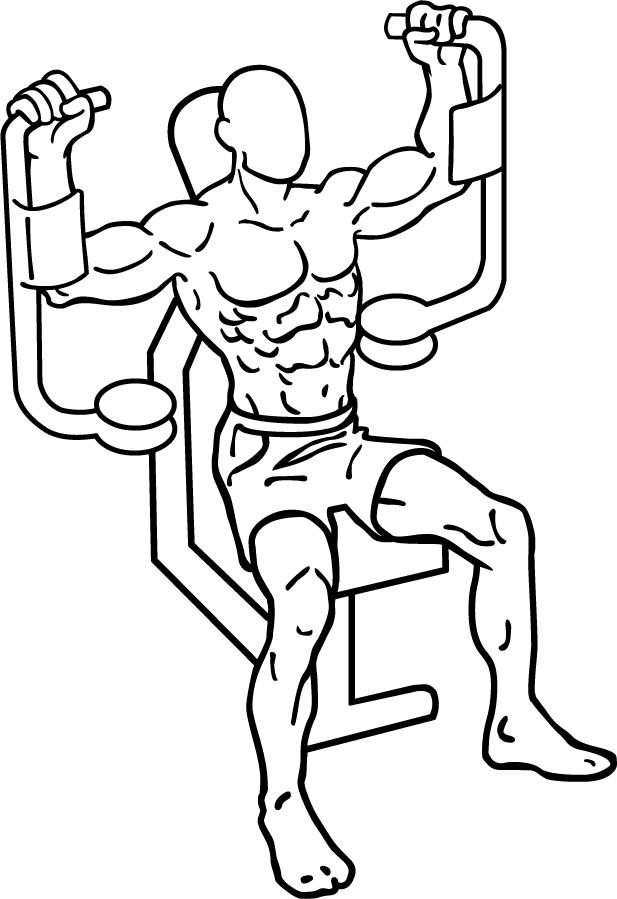
Tárogatógép: kiinduló helyzet
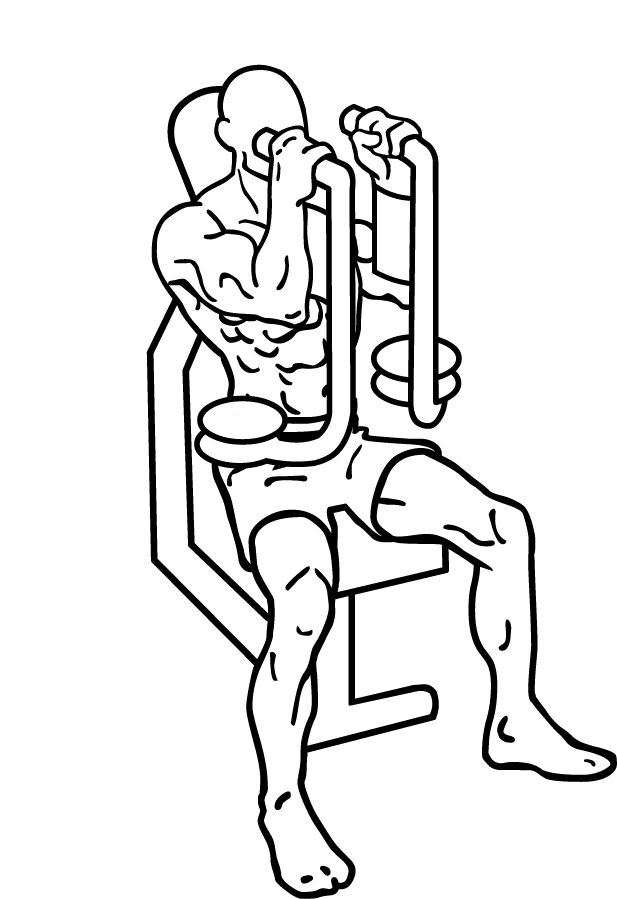
Tárogatógép: záró mozdulat